# Delon de Metz
Delon de Metz (* 9. April in Manhattan, New York City, New York) ist ein US-amerikanischer Schauspieler. Er wurde ab 2020 durch seine Darstellung des Zende Forrester Dominguez in der Fernsehserie Reich und Schön einem breiten Publikum bekannt.

## Leben
De Metz wurde an einem 9. April in Manhattan geboren. Er ist niederländischer und karibischer Abstammung und studierte an der Horace Mann School. Er ist Absolvent der Harvard University, wo er seinen Abschluss mit Auszeichnung in Wirtschaftswissenschaften erlangte. De Metz debütierte 2011 in einer Episode der Fernsehserie State of Georgia. Es folgten 2012 Nebenrollen im Spielfilm Model Minority und dem Fernsehfilm Applebaum. 2013 hatte er Episodenrollen in den Fernsehserien Zach Stone Is Gonna Be Famous und Teen Wolf inne. Nach weiteren kleineren Rollenbesetzungen in Spiel- und Kurzfilmen war er 2017 in insgesamt fünf Episoden der Fernsehserie Zoo in der Rolle des Sam Parker zu sehen. Darüber hinaus wirkte er in einer Episode der Fernsehserie Scorpion mit. Er erhielt später weitere Episodenrollen in den namhaften Fernsehserien Navy CIS, The Kominsky Method und Navy CIS: L.A. Seit 2020 stellt er die Rolle des Modedesigners Zende Forrester Dominguez in der Fernsehserie Reich und Schön dar. Er wirkte bereits in über 100 Episoden mit.

## Filmografie (Auswahl)
- 2011: State of Georgia (Fernsehserie, Episode 1x08)
- 2012: Model Minority
- 2012: Applebaum (Fernsehfilm)
- 2013: Zach Stone Is Gonna Be Famous (Fernsehserie, Episode 1x03)
- 2013: Teen Wolf (Fernsehserie, Episode 3x08)
- 2013: Brandt Point (Fernsehfilm)
- 2014: Buttwhistle
- 2014: Delirium (Fernsehfilm)
- 2014: Raymond Avenue (Kurzfilm)
- 2015: Das Leben und Riley (Girl Meets World, Fernsehserie, Episode 2x01)
- 2015: Scotch Moses (Fernsehserie, Episode 2x06)
- 2015: Before the Border
- 2015: Murder in the First (Fernsehserie, Episode 2x12)
- 2016: Castle (Fernsehserie, Episode 8x15)
- 2017: Zoo (Fernsehserie, 5 Episoden)
- 2017: Scorpion (Fernsehserie, Episode 4x04)
- 2018: Navy CIS (NCIS, Fernsehserie, Episode 15x20)
- 2018: The Kominsky Method (Fernsehserie, Episode 1x05)
- 2019: Navy CIS: L.A. (NCIS: Los Angeles, Fernsehserie, Episode 10x18)
- 2020: Susie Searches (Kurzfilm)
- seit 2020: Reich und Schön (The Bold and the Beautiful, Fernsehserie)
- 2021: The Space Between – Im Rausch der Musik (The Space Between)